# Arianna Bridi
Arianna Bridi (Trento, 6 novembre 1995) è un'ex nuotatrice italiana, vincitrice di due medaglie di bronzo ai Campionati mondiali di nuoto 2017 nella 10 km femminili e nella 25 km femminili, vincitrice di una medaglia d'oro ai Campionati europei 2018 nella 25 km femminili.
Il 6 settembre 2020 vince la 55ª edizione della Capri-Napoli con il tempo di 6h:04.26, stabilendo anche il nuovo record della manifestazione e battendo per la prima volta i colleghi uomini.
Il 6 luglio 2024, nonostante la conquista del pass olimpico per gli imminenti giochi olimpici, ha dovuto annunciare il ritiro dall'attività agonistica per problemi cardiaci.

## Palmarès
- Mondiali

Budapest 2017: bronzo nella 10 km e nella 25 km.
Doha 2024: argento nella 6 km a squadre.
- Europei

Hoorn 2016: bronzo nella 10 km.
Glasgow 2018: oro nella 25 km.
- Universiadi

Gwangju 2015: oro nella 10 km.
- Giochi del Mediterraneo sulla spiaggia

Pescara 2015: oro nella 5 km e nella staffetta mista.
Heraklion 2023: oro nella 5 km.

### Altre competizioni
- Vincitrice della Coppa del Mondo di nuoto di fondo nel 2017.
- Vincitrice della Coppa LEN nel 2014.